# プロメテア
『プロメテア』（原題: Promethea）とは、アラン・ムーア原作、J・H・ウィリアムズ3世とミック・グレイ作画によるアメリカンコミック作品である。発行元はDCコミックスのインプリントであるアメリカズ・ベスト・コミックス。オリジナルシリーズは1999年から2005年にかけて全32号が発行され、後に全5巻で単行本化された。2014年から2019年にかけて日本語版単行本全3巻が刊行された。
主人公ソフィー・バングズは科学が発達した架空のニューヨークに住む平凡な大学生だったが、あるとき人間の想像力の化身であるプロメテアを身に宿すことになり、黙示録の終末をもたらす使命を与えられる。神話的な女性ヒーローが活躍するスーパーヒーロー・コミックとして始まった本作だが、やがて魔術と神秘主義、スピリチュアリティと死後の世界（特に生命の樹）の解説書としての性格を帯び始め、人類の意識の解放による世界の変革を描いて幕を閉じる。また本作では、視覚表現と画法の面でも多岐にわたる実験が行われている。

## あらすじ

### 第1巻
ローマの統治下にある5世紀エジプトにおいて、キリスト教徒の集団が異教の魔術師の住居を襲う。魔術師は幼い娘プロメテアを砂漠に逃がし、古の神々に加護を祈る。プロメテアはトート＝ヘルメース神によって現世から連れ去られ、「永遠に生きる物語」へと生まれ変わった。
物語は20世紀末のニューヨークに移る。大学生ソフィー・バングズは多くの世紀をまたいで様々な物語に登場する「プロメテア」というキャラクターについて調べていた。作者の一人の未亡人バーバラ・シェリーを訪ねたソフィーは、密かに忍び寄ってきた怪物スミーに襲われる。危機一髪でソフィーを救ったのは、古代エジプト風の装束をまとって神秘の力をふるうバーバラだった。バーバラによると、ソフィーを狙ったのは「プロメテアの器」が継承されることを恐れた何者かだという。器となる人間は想像力を通じて自身にプロメテアを降臨させるのだった。執拗なスミーから身を隠しながら、老いて力を失ったバーバラはソフィーに望みを託し、プロメテアを詠んだ即興詩を作るよう指示する。ソフィーは詩の力でプロメテアに変身し、スミーを打ち破った。
新しいプロメテアの誕生を察知してスミーを差し向けたキリスト教カルト集団〈寺院〉は、代々のプロメテアを「バビロンの姦婦」と呼び、黙示録の終末をもたらす者として敵視していた。バーバラはソフィーに想像力の使い方を身に付けさせるため、物質世界を離れた〈想像界〉の存在を教える。夢や物語、概念や神話的象徴が目まぐるしく行き交う世界にソフィーは驚嘆する。そこにはかつてプロメテアの器だった四人の死者が待っていた。彼らによると、想像力が持つ無尽蔵の可能性を人々に伝え、物質界に縛られた人間性を解放するのがプロメテアの役割だという。「だからプロメテアに脅威を感じる者がいるのです。彼女が表現するものを恐れているから」歴代のプロメテアはタロット小アルカナのスートが象徴する「魔法の武器」、すなわち精神のあり方をソフィーに教えていく。杯（同情心）・剣（知性）・貨幣（肉体的存在）の意味が伝えられたところで、〈寺院〉によって召喚されたゴエティアの悪魔が大軍勢を成して襲撃してくる。ソフィーは過去のプロメテアたちを現世に顕現させて立ち向かう。バーバラは戦いの中で杖のスートが象徴する意志の力をソフィーに伝え、命を落とす。
バーバラは歴代のプロメテアのように現世を見守り続けるのではなく、亡夫スティーヴと再会するため想像界のさらに先へ旅立っていった。一念発起したソフィーは魔術師ジャック・ファウストの申し出を受け入れ、性交と引き換えに魔術の弟子となる。ファウストとの性交はそれ自体が秘儀の一部であり、ソフィーは魔術に開眼し始める。またプロメテアの神器〈使者の杖〉と対話し、大アルカナが象徴する世界の歴史を学ぶ。

### 第2巻

「生命の樹（セフィロトの樹）」。ソフィーたちは11個のセフィラを毎号一つずつ巡りながら頂上を目指していく。

十分な力をつけたソフィーは親友ステーシアに現世の責務を託し、バーバラを助けるためその後を追ってカロンの渡しに乗る。
カバラの宇宙地図である生命の樹を巡る旅が始まった。第10のセフィラ、すなわち物質界を後にしたソフィーは、人類の集合的無意識を表す第9セフィラで死者たちの影に交じって過ごしていたバーバラを見つけ、より高みに向かう。知性を司る第8セフィラでは守護神ヘルメースや偉大な魔術師たちから教えを受け、感情を象徴する第7セフィラでは愛を追体験する。真の自己と出会う場所である第6セフィラでは、バーバラ自身の本質である守護天使ブーブーを仲間に加え、神話のバルドルやアッティス、キリストらの再誕を目撃する。闘争と審判の第5セフィラに足を踏み入れたとき、生命の樹の対極であるクリフォトに引き込まれて魔王アスモデウスと対峙するが、闘争心を抑えて悪の性質を理解することで元の旅路に戻る。「父祖の国」第4セフィラには、数々の天空神と並んで、オリジナルのプロメテアの父親や、ソフィーが幼いころに別れた父フアンが待っていた。秘められた知識を象徴する番外のセフィラを通ってたどり着いた第3セフィラは最高位の女性原理を象徴する場所だった。ソフィーは母神ベイバロンと聖母マリアによって世界の終末をもたらす使命を告げられる。最高位の男性原理を象徴する第2セフィラでは、パーンとセレーネーの交わりを眺めて世界の絶頂を体験し、黙示の意味を理解する。生命の樹の頂上、最後のセフィラにおいて、すべてを包む白い光の中でバーバラとスティーヴはめぐり合い、生命の樹の頂点から現実界まで一気に飛び降りて男女の双子として転生する。

### 第3巻
現世に帰還したソフィーだったが、彼女の不在を守っていたステーシアがプロメテアの座を明け渡すことを拒み、戦いを挑んでくる。ソフィーは戦いの中で、世界を終わらせるプロメテアとしての責務の重さを意識する。一方、長年にわたってプロメテアの存在を追ってきたFBIは、世界の終末に関する〈寺院〉の教義を知り、ソフィーを危険視する。FBIの特殊部隊が家に突入する寸前、ソフィーは母によって窓の外に逃がされる。
3年が経ち、ソフィーは自らの責務から逃れてひっそりと暮らしていた。しかし、FBIの追跡によりプロメテアに変身することを余儀なくされ、それにより黙示録の使命が発動する。ニューヨークを皮切りに時間の流れが狂い始め、人々の現実感覚は失われていき、想像界が地上を覆いつくす。審判と携挙の時が訪れる。象徴的な暗い部屋で暖炉の前に座るプロメテアは、一人ずつ歩み入る人間たちを迎え、手を取ってささやきかける。この物語を読んでいた者もその一人である。フィクションと現実、地上のものと聖なるもの、自己と世界の境界が失われていく。
アポカリプスは過ぎ去り、人々は新しい世界で目を覚ます。

## 制作背景

### 背景
作者アラン・ムーアのスーパーヒーロージャンルでの活動は大きく二期に分けられるが、本作は第二期の最後を飾る作品となった。
ムーアは1980年代にスーパーヒーローを現代的に再定義する傑作『マーベルマン』や『ウォッチメン』でスターダムにのし上がった。これらの作品では、かつて牧歌的な勧善懲悪の世界に生きていたヒーローがリアルな現実の中に投げ出され、個人を抑圧する大企業文化や、冷戦下における核の脅威に直面する。ムーアや同時期のフランク・ミラーの影響は大きく、ヒーロー作品を中心とするメインストリーム・コミック界全体にリビジョニズムの流れが生まれ、ダークで殺伐としたヒーローコミックが量産されていった。しかしこの成り行きはムーアの本意ではなかった。後年のインタビューでは「ウォッチメンがあんな風にメインストリームに取り込まれたのは失望だった … あれはコミックを解放するはずだったのに」と述べている。自作が刺激となってコミック界の伝統を破る新しい作品が現れることを期待していたが、実際には無垢な想像力の世界が「残酷と神経症」の中に押し込められただけだったという。ムーアはメインストリーム・コミックの低質化、ストーリー軽視、安易な暴力賛美を舌鋒鋭く批判するようになった。1989年に作品の権利やレイティングを巡って版元DCコミックスと絶縁すると、メインストリーム界と距離を置いて小出版社でジャンルの異なる作品を開拓していった。
しかし1990年代半ばに至って、閉鎖的なファン層を基盤としていたメインストリーム・コミックのバブルが崩壊し、小売店・流通・出版社すべてが打撃を受けると、ムーアもマーケットの沈没を座視できない思いに駆られた。ムーアは新興のメインストリーム系出版社イメージ・コミックスで既成作品の立て直しをしばらく請け負った後に、自身が全面的に執筆する新レーベルの立ち上げを計画した。アメリカズ・ベスト・コミックス（ABC）と名付けられた作品ラインはジム・リーのワイルドストームから刊行される予定だったが、同社は発刊直前にDCコミックスに買収された。メジャーなコミック出版社とは縁を切ったつもりだったムーアにとって不本意ながら、ABCはDC傘下のインプリントとして始動することになった。ムーアがABCでやろうとしたのは、スーパーマンがデビューした1930年代より前の時代からエッセンスを抽出して現代的な感覚を加えることで、まったく新しいヒーロー像を提示するというものだった。ABCラインで発表されたタイトルには本作のほか、パルプ時代のヒーロー「ドック・サヴェジ」のオマージュである『トム・ストロング』や、ヴィクトリア朝時代のキャラクターを用いた『リーグ・オブ・エクストラオーディナリー・ジェントルメン』などがあった。しかしそれらがジャンル・フィクションを再構築する知的遊戯という面を持っていたのに対し、『プロメテア』はムーアの個人的信条が色濃く出た作品であった。

### 制作過程

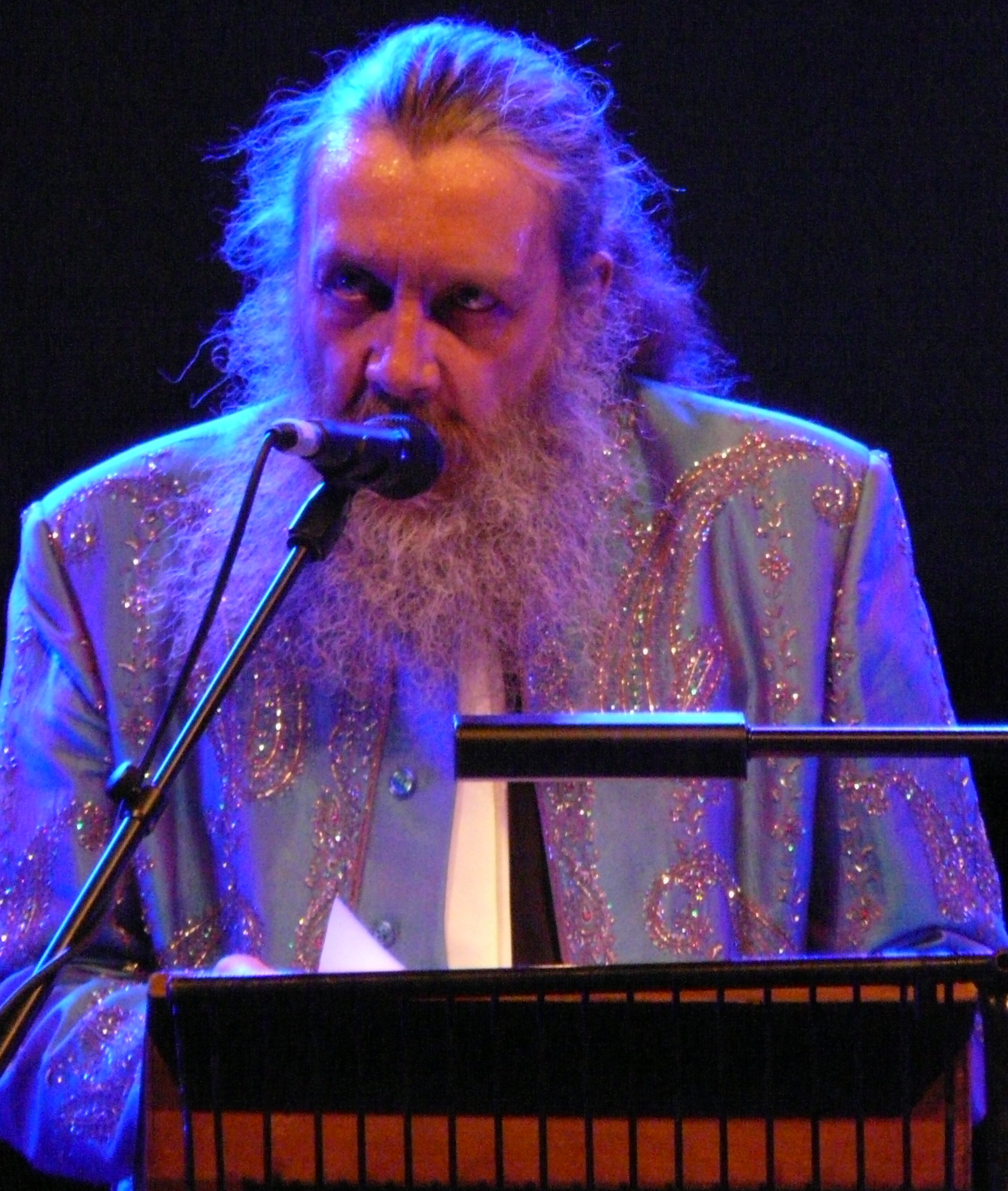
音楽イベントで詩を朗読する作者アラン・ムーア（2011年）。『プロメテア』の語りのスタイルには、この種の朗読パフォーマンスの要素が取り入れられている。

本作は一見して、神話的な女性ヒーローの原型である『ワンダーウーマン』にムーア一流の現代的解釈を加えたものと見られた。ムーアは他社の短命作『グローリー』（1999年）でも同様のテーマを扱っていた。こうしたパスティーシュはコミックファンにとって一定の魅力があり、またフェミニストのコミック作家トリナ・ロビンズも、初期の数号における女性主人公の描写やクィアな登場人物を歓迎して「ワンダーウーマンが何世代にもわたってバカどもに台無しにされなかったら、まさにこうなっていたはず」と述べている。しかしシリーズが進むにつれて、ムーアは読者を思ってもいなかった方向に導き始めた。スーパーヒーロー物語という体裁は徐々に打ち捨てられ、西洋魔術の指南書という性格が露わになったのである。アイズナー賞を受けた第10号では、主人公が老魔術師と荘厳なタントラ・セックスを行いながら男女両性の象徴的意味について講義を受ける。次号予告で「おそらくコミック史上もっとも不思議な読書体験をお送りする」と書かれた第12号は、全ページにわたって韻文、図像、アナグラムによってタロットの象徴と人類の歴史が解説される実験的な内容であり、シリーズの決定的な転機になった。
読者をシリーズに引き込んでおいて神秘学の啓発を始めるのは当初からの狙いだった。ムーアはコミックのストーリーテリング自体を一種の魔術的体験と捉えており、「創作のプロセスを自家薬籠中の物にする」ために「科学と理性の縁を踏み越えて」、アレイスター・クロウリーの流れをくむ西洋魔術を実践していた。本作の構想を得たのはマジックマッシュルームを食べてカバラの生命の樹について瞑想していた時だとも発言している。ムーアは自身が体験した意識の変容をコミックでただ伝えるのではなく、絵と文を通じて読者の潜在意識に働きかけ、同じ体験を与えることを目標にしていたという。それはムーアにとって、2001年の同時多発テロ以来全体主義の傾向を強めていく時代にあって、個人の精神を解放するための手段だった。
シリーズが魔術の指南書に変質したことで、単なるスーパーヒーロー物語を求めていたファンが離れていったことは否めない。初期のある号はダイレクト・マーケット取次を通した販売数が29000部（月刊タイトル中70位）だったが、カバラの宇宙観を解説するストーリーが11号にわたって展開される間に数千部の売り上げが失われた。ムーア自身の言葉では、本作を読んで「大脳皮質を破壊されて不満を感じる機能が失われた」読者だけがシリーズを買い支えていたという。
『プロメテア』で余すところなく描かれた「世界の終り」は、ムーアの過去作でたびたび提示されてきた同テーマの集大成だと評されている。ムーアは本作の完結後にメインストリーム・コミック界からの引退を表明し、その後スーパーヒーロー・ジャンルで大きな仕事をすることはなかった。ABCレーベルの作品は大半が終了し、残った作品もDCコミックスから別会社に移籍した。

### シリーズ完結後の展開
2018年1月、本作の権利を所有するDCコミックスは、『ジャスティス・リーグ・オブ・アメリカ』第24号でメインの作品世界にプロメテアを取り入れた。同号ではプロメテアがほかのスーパーヒーローと力を合わせてクィーン・オブ・フェーブルズと名乗る悪役と戦う。このストーリーは、ムーアの作家性が反映されたプロメテアの独創的なキャラクターを安易に使い捨てるものだという批判を受けた。『プロメテア』の共同作者の一人J・H・ウィリアムズ3世はこの件に関してDCへの不快感を表明している。

## 作風とテーマ

### 題材
作者アラン・ムーアは個人的に執着していたテーマ（神秘学と魔術、スーパーヒーロー・ジャンル、ファンタジーと芸術の意味についての考察）を本作で一つに融合させている。作中では神秘学、タロット、ヘルメス主義カバラのような題材が扱われており、画面には神話から取られた神秘的象徴や、多様な宗教・文化に関する図像が多く使われている。登場する実在人物にはアレイスター・クロウリー、ジョン・ディー、オースティン・オスマン・スパー、ジョン・ケンドリック・バングズ（作中では主人公ソフィー・バングズの血縁者）がいる。
本作では物質主義への批判も行われている。想像界は物質界の上位に置かれ、メタファーと物語がフィクション・宗教神話・言語を通じて現実を形作っているという図式が示される。物語の結末で主人公は、人類の意識を解放することで現代社会を「消滅」させる。Kraemerらは、芸術を通じた意識の革新によって社会を変革させるという展開がロマン主義の系譜にあると位置づけている。超人が世界に終末をもたらそうとするテーマはムーアが過去作で繰り返し書いてきたが、それが社会の基盤にある幻想を打倒することだという点は本作ではっきりと表現されている。作中のニューヨークはバビロンになぞらえられ、コマーシャリズムや物質主義、科学へのフェティシズム、ポストモダンの風潮に染まった場所として描かれる。一連のビルボードや作中世界の有名人の動向など、広告やニュースが繰り返し登場する点は、ムーアの1980年代の重要作品『ウォッチメン』に通じる。
神話のプロメテウスの女性形である『プロメテア』というタイトルが暗示するように、本作はスーパーヒーローコミックの枠内でフェミニズムを扱っている。作中でもフェミニスト批評家エレーヌ・シクスーの小説「プロメテアの書」が引用されている。詩人志望の主人公が言葉の力によって形のない文芸の女神を呼び起こす点や、非線形なナラティヴ、文学理論やオルタナティヴな哲学への言及に見られるように、ムーアの主題はエクリチュール・フェミニンのカウンターカルチャー的な理論や政治と軌を一にしている。フェミニズムと想像力のテーマはムーアの後の作品『ロスト・ガールズ』でさらに掘り下げられている。

### 作画
本作のペンシル（原画）を担当したS・H・ウィリアムズ3世は、神秘学からの引用が多い抽象的な内容に合わせてスタイル上の実験を数多く行っている。ウィリアムズはどんな題材でも夢の景色に似た詩情あふれる美しい絵にすることができ、難解な神秘学の解説シーンでも読者を引き込む魅力を失わなかった。
作品のテーマの一つであるシンボリズムは絵のスタイルに反映されている。ウィリアムズはもともと見開きの絵を得意としており、「見開きの大ゴマにさまざまなモチーフを複雑に配置した野心的な構図」が存分に活用された。見開きいっぱいに描かれたメビウスの輪に沿って歩く主人公を追いかけながら読むシーンのように、コマ割りやレイアウト自体に象徴的な意味を持たせる手法も特徴の一つである。装飾的な枠線も多く用いられる。タロットの象徴が解説される第12号は特に実験的な構成で、明確なコマの区切りがなく、24ページすべてをつなぎ合わせると一枚の巻物となるように描かれている。絵と文は渾然一体となり、サイケデリック・ドラッグのように、一連の出来事がすべて同時に起きている感覚を作り出す。作家スザンナ・クラークはこの号で語りと視覚情報が相乗効果を挙げていることを賞賛し、「アラン・ムーアのコミックが小説や映画などには及びもつかないことをやってのけられると見事に証明している」と述べた。
最終第32号は際立って野心的な構成となっている。ストーリーどころか時系列に沿った記述もなく、魔術的象徴の解説が断片的な文章によって反復される。この号のページすべてをバラバラに切り離して正しくつなぎ合わせると、両面に大きなプロメテアの肖像が描かれたポスターとなるようにデザインされている。ふきだしはそれぞれのページを超えてハイパーテキスト風につなぎ合わされる。単行本にはこのポスターが小判で綴じ込まれている。この構成には、「直線的な時間の流れ」は人間の意識の産物でしかなく、すべての事象が同時に起こっているという視点が存在することを感得させる意図があると分析されている。
画風も号ごとに使い分けられ、ポップアートとハイアートを問わず古今の多くの画家がオマージュされている。主人公が毎号一つずつ「生命の樹」のセフィラを巡っていくストーリーでは、その号のセフィラが象徴するものに合わせたカラーパレットが用いられている。たとえば感情を象徴する「ネツァク」のセフィラは、ピーター・マックス風の太い線で「緑の海」として描かれ、愛と悲嘆に飲み込まれた主人公のやるせなさを表現している。別シリーズの主人公トム・ストロングがゲスト出演する号では、そのミニマルなキャラクターデザインがウィリアムズ本来の細密な画風と違和感なく組み合わされた。
通常のシーンはウィリアムズのペンシル（原画）とミック・グレイのインク（ペン入れ）で描かれるが、現実が〈想像界〉に浸食されていくシーンでは輪郭線のない柔らかなペインテッド・アートが用いられた。これには、クリアカットで類型化されていたコミック内の現実が、より曖昧模糊とした「リアル」な世界に取って代わられたことを表現する意図があると見られる。

## 評価
本作は映画化されたムーア作品と比べると知名度は高くないが、評論家からは評価されており、コミックによる宗教表現・性表現の観点からアカデミックな研究もなされている。また純粋なオカルト関連書としての評価もあり、ペイガニズムやウィッカの団体によって、カバラや魔術について本格的に学ぶ前に読む入門書として推薦されている。
スーパーヒーロー物語の中にオカルト指南が織り込まれる特異な構成は評価を二分しており、「驚嘆すべき作品ではあるが、読んで楽しいかは断言できない」「カバラの枝葉末節への脱線は耐え難い」「頭のおかしい神秘思想にどっぷりつかりすぎ」のような批判が寄せられている。ムーア自身も本作が教科書的だということは認めており、「コミックショップには1000冊の作品が並んでいて、哲学の講義が載っているのはこれ1作だけだ。たった1作も許されないのか？」とコメントしている。その反面、「ジャンルの可能性を極限まで広げた」「物語を伝えるよりも、巨大な神秘学的哲学をできる限り心に残るエンターテイメントとして表現しようとしている」という擁護もある。
J・H・ウィリアムズ3世の作画は一様に賞賛されており、ムーアのスクリプトが高踏に陥りがちな時にも、美麗なアートが読者にページをめくり続けさせる動機を与えたとされる。ウィリアムズは本作でスタイル上の実験を数多く行い、トップアーティストとしての地位を確立した。ティム・カラハンはカバラ編の作画について「誇張抜きで、米国でこれまでに制作された最も偉大なコミックの列に並ぶ」と評した。

### 受賞
本作はコミックの業界関係者によって選出されるアイズナー賞を複数回受賞している。アラン・ムーアは本作を含むABCレーベルの作品に対して4回の最優秀原作者部門を授賞された。レタラーのトッド・クラインは最優秀レタラー部門の常連であり、その授賞対象作品に『プロメテア』も挙げられている。2001年にはシリーズの第10号「セックス、スター、スネーク」が単一号／単一話部門を受賞した。またハーベイ賞でも、ムーアが本作に対して最優秀原作者部門を2回授賞されているほか、J・H・ウィリアムズ3世もアーティスト／ペンシラー部門を受賞している。

## 登場人物

### 主要登場人物

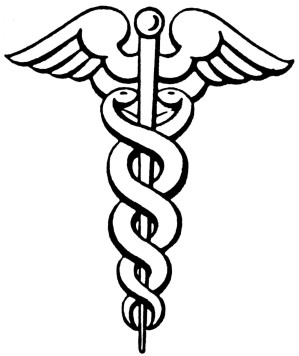
〈使者の杖〉（カドゥケウス）。

ソフィー・バングズ (Sophie Bangs)／ジョーイ・エストラダ (Joey Estrada) 
シリーズの主人公。大学のレポートのためプロメテアというキャラクターの来歴を調べているうち、自身がプロメテアの器となる。プロメテアを詩に詠むことで変身する。当初は内気な性格だったが、やがて魔術に熟達し、自信に満ちた一人前の女性となった。歴代のプロメテアの中で最も強い力を持ち、活動中に命を落とさなかったことでも唯一である。世界を終わらせるプロメテアとしての使命を果たす。
プロメテア (Promethea)
AD411年のエジプト・アレクサンドリアにおいて、少女プロメテアの父親はキリスト教徒の集団に殺害された。一人砂漠に逃れたプロメテアは、トート＝ヘルメース神によって人間の想像力の源泉である想像界に連れて行かれ、「生きる物語」へと生まれ変わる。それ以来プロメテアは、想像力によって彼女を呼び起こす人間たち（「器」と呼ばれる）に宿って現世に顕現する存在になった。
プロメテアの姿は器となった人物の想像力によって異なる。作中でもっとも多く登場するのは主人公ソフィーが変身した姿で、黄褐色の肌とブレイズに編んだ黒髪を持ち、黄金の古風な鎧を着用し、ヘルメース神の神器カドゥケウス（2頭の蛇が巻き付いた杖）を携えて描かれる。
バーバラ・シェリー (Barbara Shelley)／ブーブー・ラミレス (Boo-Boo Ramirez) 
コミック原作者の夫、スティーヴン・シェリーによって自身のイメージを登場人物に投影されたことでプロメテアの化身となった。スティーヴンの死後は大幅に力を失っている。恰幅のよい中年女性で、不愛想だが面倒見がいい。若いソフィーを導き、意志を象徴する「杖の道」を教える。
悪魔との戦いで命を落とした後は、亡夫スティーヴンを探して死後の世界を巡る。旅の途中でブーブーという名の守護天使と出会うが、その正体は強く美しい女性だった若いころの自分自身だった。バーバラとブーブーは合体して一つの存在となり、夫を見つけ出す。
ステーシア・ヴァンダーヴィア (Stacia Vanderveer)
ソフィーの親友の大学生で、辛辣な冷笑家。ソフィーによって過去のプロメテアの一人グレース・ブラナーの器とされ、闇の軍勢との戦いに加わる。ソフィーがバーバラを追って死後の世界に行っている間、現世における責務を託される。グレースとは戦いをともにするうちに同性の恋人同士になる。ソフィーが現世に復帰すると、プロメテアの称号を返還することを拒んで争う。
ジャック・ファウスト (Jack Faust) 
プロメテアとなったばかりのソフィーを表敬訪問した魔術師。魅惑の魔法によってハンサムな若者の姿を取るが、正体は禿頭の太った老人である。普段は占いで生計を立てている。プロメテアの姿で性交するのと引き換えにソフィーに魔術を伝授し、それ以降は師弟として良好な関係を築く。

### プロメテアの器
作中で語られた限り、物語冒頭までにプロメテアの器となった人物は7人いる。そのうち5人は物語の本編に登場する。残りの2人は十字軍の時代に生きていたキリスト教徒とイスラム教徒で、アンティオキアの戦いで互いに争い、プロメテアの精霊に非常な苦痛をもたらした。
ウィリアム・ウールコット（ビル、William 'Bill' Woolcott）
「器」として唯一の男性。作中の過去でプロメテアのコミックシリーズを描いていた同性愛者の作画家。1939–1969年の間に活動していた。肉体的存在を象徴する「貨幣の道」をソフィーに伝える。
プロメテアとして女性化した姿で異性愛者の男性デニス・ドラッカーと愛し合っていたが、恋人が「トランスジェンダー」だったことを知って逆上したドラッカーによって頭を撃ち抜かれて死んだ。それ以来ドラッカーは罪の意識に苦しめられ続け、ビルも真実を告げなかったことを後悔していた。二人はアポカリプスの間に再会する。
ABCレーベルの別作品でトム・ストロングと共演していたプロメテアの正体はウールコットである。ウールコット版のプロメテアはもっともワンダーウーマンと近い。
グレース・ブラナー (Grace Brannagh) 
パルプ小説「ハイブラジルの戦さ姫、プロメテア」の絵を描いていたイラストレーターで、1920年から1939年までプロメテアの名を継いでいた。論理と剣技に長けており、理性を象徴する「剣の道」をソフィーに教える。ソフィーの計らいにより、ステーシアを器として地上に顕現し、再びプロメテアとして悪と戦う。ステーシアとは尊大な性格同士で口論が絶えないが、後に恋人となる。
ムーアの序文では、ブラナーの作風は『ウィアード・テイルズ』で活躍した実在人物マーガレット・ブランデージに例えられている。
マーガレット・テイラー・ケース (Margaret Taylor Case) 
20世紀初頭のコミック・ストリップ『摩訶不思議魔法の国のリトル・マージー』の作者。少女マージーの冒険を助ける妖精としてプロメテアを登場させたことで、自身がプロメテアを宿すことになった。1900年から1920年にかけて活動しており、第一次世界大戦の戦場でモンスの天使のように兵士たちを救っていた。同情心を象徴する「杯の道」をソフィーに伝える。
リトル・マージーも歴代のプロメテアとともに想像界で暮らしているが、言動は子供そのものでまともに相手されていない。マージーの話し方は実在のコミック『夢の国のリトル・ニモ』の主人公から取られている。
アンナ (Anna) 
1770年ごろ、幻想叙事詩『フェアリー・ロマンス』を書いていた詩人チャールトン・セネットは女中アンナに妖精の侍女プロメテアの姿を投影し、理想の恋人へと変身させた。セネットの子を身ごもるが、「現実と夢の混ざりもの」である赤子の出産に耐えられず命を落とす。

### ヒーロー
ファイブ・スウェル・ガイズ (The Five Swell Guys) 
ニューヨークの治安を守る典型的な「サイエンス・ヒーロー（この世界でスーパーヒーローを指す言葉）」のチーム。メンバー間でいさかいが多くゴシップ・ジャーナリズムの対象にされている。モデルはマーベル・コミックスのファンタスティック・フォーと見られる。
トム・ストロング (Tom Strong)
長寿と優れた身体能力を誇るベテランのサイエンス・ヒーロー。過去のプロメテアとは共闘していた。FBIの要請によりソフィーを捜索する。
『プロメテア』と同時にABCレーベルから発刊された同名作品の主人公であった。本作で描かれる「世界の終わり」はABCユニバース全体のフィナーレであり、トムはすべてのヒーローたちを結集して食い止めようとする。

### ヴィラン
〈寺院〉（テンプル）
古代から続くキリスト教結社で、歴史を通して「人類を守る」ためプロメテアと戦ってきた。現在の構成員は3人の無力な老人しかいない。

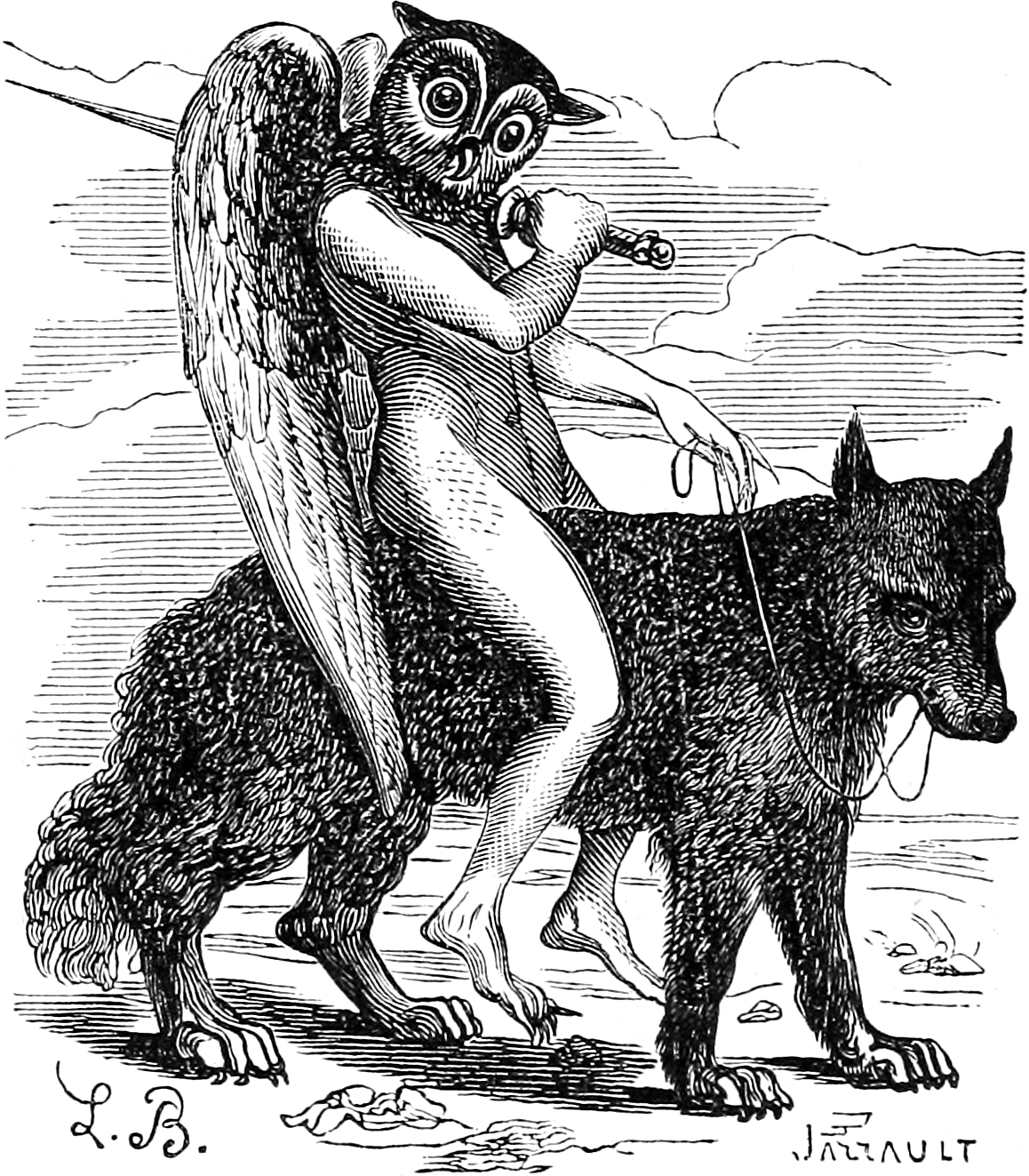
悪魔は実在の魔術書に伝えられる姿で描かれる。図はアンドラス（『地獄の辞典』）。

ゴエティアの悪魔 (Goetic Demons)
契約によって使役される悪魔の集団。アンドラスとマルコシアスは〈寺院〉が雇った魔術師によって召喚され、プロメテアを襲う。しかし半神や精霊の類と侮ったプロメテアに一蹴され、ゴエティアの軍勢を結集して挑むも撃退される。その後、ステーシアに狩りだされて吸収される。
ペインテッド・ドール (Painted Doll)
あらゆるものに病質的反応を示す「汎精神病質者」で、爆弾を用いて無差別殺人を行う。追いつめられるたびに自爆するが、何事もなかったかのように復活する。その正体は自動プログラムで動く人形だが、アポカリプスを経て回心する。

### 作中作
泣きゴリラ (Weeping Gorilla)
作中で流行している一コマ漫画のキャラクターで、背景のビルボード広告の中に数多く登場している。あらゆる創作物がそうであるように、〈想像界〉の住人でもある。常に「愛の書物をワゴンセールに出したのは誰だよ？」「子供と家は女房に取られたよ。車は僕だ」のようなシニカルかつ自己憐憫的なことを考えながら涙を流している。コンセプトの元になったのは、コミックの表紙でゴリラや泣いているキャラクターを描くと売り上げが伸びるという業界内のジョークである。
対照的なキャラクターとして、いつも得意げな クスクス鴨 (Chucklin' Duck) もいる。泣きゴリラとクスクス鴨は本作以外にもアラン・ムーアの関連作品にしばしば登場する。

## 各話タイトル
デザイナーのトッド・クラインによると、大半の号で表紙画は特定の画家やスタイルを模して描かれている。オマージュ元が明記されている表紙も多い。
| 号 | タイトル | 表紙 | 発売日      |
| -- | --- | --- | ----------- |
| 1  | 輝ける天上の都市 "The Radiant Heavenly City" | | 1999-6-2    |
| 2  | ソロモンの裁き "The Judgment of Solomon" | | 1999-7-14   |
| 3  | 摩訶不思議魔法の国のプロメテア "Misty Magic Land" | 『夢の国のリトル・ニモ』風                                                                                         | 1999-8-18   |
| 4  | 妖精ロマンス "A Faerie Romance" | 「モリスにならって」                                                                                               | 1999-11-3   |
| 5  | 無人地帯 "No Man's Land" | 「ライエンデッカーにならって」                                                                                     | 1999-12-15  |
| 6  | ハイブラジルの戦さ姫 "A Warrior Princess of Hy Brasil" | 「ブランデージにならって」                                                                                         | 2000-2-16   |
| 7  | 前門の虎、後門の狼 "Rocks and Hard Places" | 20世紀半ばに流行したロマンス・コミック風                                                                           | 2000-3-8    |
| 8  | ガイズ・アンド・ドールズ "Guys and Dolls" | 「テリー・ギリアムに感謝する」                                                                                     | 2000-5-24   |
| 9  | 〈寺院（テンプル）〉の転覆！ "Bringing Down the Temple" | ステンドグラス風                                                                                                   | 2000-7-6    |
| 10 | セックス、スター、スネーク "Sex, Stars and Serpents" | ビートルズのアルバム『サージェント・ペパーズ・ロンリー・ハーツ・クラブ・バンド』ジャケット（ピーター・ブレイク作） | 2000-8-30   |
| 11 | ジェルナミ！ "Pseunami" | 1950-60年代のワイドスクリーン期に作られたホラー映画のロビーカード風                                                | 2000-10-25  |
| 12 | メタフォア（隠喩） "Metaphore" | 「マクリーンにならって」                                                                                           | 2000-12-20  |
| 13 | 我々の知る野原 "The Fields We Know" | 「パリッシュにならって」                                                                                           | 2000-2-21?  |
| 14 | ムーン・リバー "Moon River" | 「ヴァージル・フィンレイの試み」                                                                                   | 2001-4-25   |
| 15 | マーキュリー・ライジング "Mercury Rising" | 「エッシャーに感謝」                                                                                               | 2001-6-27   |
| 16 | 愛と法 "Love and the Law" | 「ピーター・マックスに感謝」                                                                                       | 2001-8-22?  |
| 17 | 黄金 "Gold" | 「ダリにならって」                                                                                                 | 2001-10-31  |
| 18 | ライフ・オン・マーズ "Life on Mars" | 「フラゼッタにならって」                                                                                           | 2001-12-28? |
| 19 | 父祖の国 "Fatherland" | 「ファン・ゴッホへの愛のため」                                                                                     | 2002-2-27?  |
| 20 | 星々は薊にすぎず… "The Stars are But Thistles" | 「リチャード・アプトン・ピックマンにならって（ラヴクラフトが創作したキャラクター）」                               | 2002-4-17   |
| 21 | 其の淫行の葡萄酒 "The Wine of Her Fornications" | | 2002-6-26?  |
| 22 | Et in Arcadia ego...（我は楽園にあり） "Et in Arcadia ego..."                                                                                                | | 2002-9-18?  |
| 23 | 蛇と鳩 "The Serpent and the Dove" | 「ミュシャにインスパイアされて」                                                                                   | 2002-10-30  |
| 24 | 十字架、月、星、砂漠の姿（何もかも悪くなる） "Cross, Star, Moon, Shapes in the Sand (Everything Goes Wrong)                                                  | | 2002-12-26  |
| 25 | 最最高法院！ "A Higher Court" | 「マッケイにインスパイアされて」                                                                                   | 2003-3-5    |
| 26 | その後… ”Later...” | | 2003-6-18   |
| 27 | 怒りが爆発するとき！ "When It Blows Its Stacks" | 「ロス・アンドルーに感謝」（1976年のコミック『スーパーマン vs アメイジング・スパイダーマン』へのオマージュ）       | 2003-9-24   |
| 28 | みんなは世界の終わりだって知らないのかしら？（さよならと言ったときに終わった） "Don't They Know It's the End of the World? (It Ended When You Said Goodbye)" | | 2003-12-3   |
| 29 | 人形の谷 "Valley of the Dolls" | 「ウォーホルへの敬意を込めて」                                                                                     | 2004-3-10   |
| 30 | すべてが終わる！（一斉売り尽くし！） "Everything Must Go!"                                                                                                   | | 2004-5-26   |
| 31 | 輝ける天上の都市 "The Radiant Heavenly City" | 「審判／永劫のタロットカードを模したもの」                                                                         | 2004-8-25   |
| 32 | "Wrap Party" / "Universe" | | 2005-2-16   |

## 単行本
本作は2000年から全5巻のハードカバーとして単行本化が始まり、次いでペーパーバック版も刊行された。版元はDCコミックス（ワイルドストームインプリント）である。
| 書名             | 収録号 | 装丁           | 発行日    | ISBN               |
| ---------------- | ------ | -------------- | --------- | ------------------ |
| Promethea Book 1 | #1–6   | ハードカバー   | 2000年8月 | ISBN 1-56389-655-9 |
| Promethea Book 1 | #1–6   | ペーパーバック | 2001年7月 | ISBN 1-56389-667-2 |
| Promethea Book 2 | #7–12  | ハードカバー   | 2001年8月 | ISBN 1-56389-784-9 |
| Promethea Book 2 | #7–12  | ペーパーバック | 2003年2月 | ISBN 1-56389-957-4 |
| Promethea Book 3 | #13–18 | ハードカバー   | 2002年9月 | ISBN 1-84023-550-0 |
| Promethea Book 3 | #13–18 | ペーパーバック | 2003年8月 | ISBN 1-4012-0094-X |
| Promethea Book 4 | #19–25 | ハードカバー   | 2003年8月 | ISBN 1-4012-0032-X |
| Promethea Book 4 | #19–25 | ペーパーバック | 2005年4月 | ISBN 1-4012-0031-1 |
| Promethea Book 5 | #26–32 | ハードカバー   | 2005年    | ISBN 1-4012-0619-0 |
| Promethea Book 5 | #26–32 | ペーパーバック | 2006年8月 | ISBN 1-4012-0620-4 |

2009年から2011年にかけて愛蔵版シリーズ（アブソルート版）全3巻が刊行された。アブソルート版第1巻は『ニューヨークタイムズ』ベストセラーリストの第3位を占めた。
| 書名                      | 収録号 | 発行日     | ISBN                   |
| ------------------------- | ------ | ---------- | ---------------------- |
| Absolute Promethea Book 1 | #1–12  | 2009年10月 | ISBN 978-1-4012-2372-4 |
| Absolute Promethea Book 2 | #13–23 | 2010年10月 | ISBN 978-1-4012-2842-2 |
| Absolute Promethea Book 3 | #24–32 | 2011年12月 | ISBN 978-1-4012-2947-4 |

2013年9月には、月刊シリーズ全32号を収録したハードカバー1巻本『ザ・プロメテア・オムニバス』が刊行された。本作で多用されている見開きの大ゴマが見やすいように、オリジナル版の見開きを横長のページ1枚に印刷する判型となっている。2019年5月からは全3巻の20周年デラックス版の刊行が開始された。

### 日本語版
2014年から2019年にかけて、柳下毅一郎の翻訳により日本語版全3巻が小学館集英社プロダクションより刊行された。前述のアブソルート版を底本として、巻末に詳細な用語解説を掲載している。日本においては、本作は「魔法少女もの」や「プリキュアシリーズ」に例えて紹介されることが多い。
| 書名         | 収録号 | 発行日         | ISBN                   |
| ------------ | ------ | -------------- | ---------------------- |
| プロメテア 1 | #1–12  | 2014年5月29日  | ISBN 978-4-7968-7198-3 |
| プロメテア 2 | #13–23 | 2018年10月18日 | ISBN 978-4-7968-7725-1 |
| プロメテア 3 | #24–32 | 2019年7月18日  | ISBN 978-4-7968-7745-9 |

## 参考資料
- アラン・ムーア（作）、J・H・ウィリアムズIII（画） 著、柳下毅一郎 訳『プロメテア』 1巻、小学館集英社プロダクション、2014年。ISBN 9784796871983。
- アラン・ムーア（作）、J・H・ウィリアムズIII（画） 著、柳下毅一郎 訳『プロメテア』 2巻、小学館集英社プロダクション、2018年。ISBN 9784796877251。
- アラン・ムーア（作）、J・H・ウィリアムズIII（画） 著、柳下毅一郎 訳『プロメテア』 3巻、小学館集英社プロダクション、2019年。ISBN 9784796877459。
- Carpenter, Greg (2016). The British Invasion: Alan Moore, Neil Gaiman, Grant Morrison, and the Invention of the Modern Comic Book Writer. Sequart Organization. ASIN B01KBRSIWS
- Kraemer, Christine Hoff; Winslade, J. Lawton (2010). “The Magic Circus of the Mind: Alan Moore’s Promethea and the Transformation of Consciousness through Comics”. Graven Images: Religion in Comic Books and Graphic Novels. pp. 274-291 2019年8月16日閲覧。
- Ayres, Jackson (2010). “Promethea”. In M. Keith Booker. Encyclopedia of Comic Books and Graphic Novels. 2. ABC-CLIO. pp. 487-489 2019年9月8日閲覧。
- Promethea - Grand Comics Database
- Promethea - Comic Book DB